# Франческо Фиорети
Франческо Фиорети (на италиански: Francesco Fioretti) е италиански писател на произведения в жанра исторически трилър.

## Биография и творчество
Франческо Фиорети е роден през 1960 г. в Ланчано, Абруцо, Италия. Баща му е сицилианец, а майка му произхожда от Апулия. Завършва литература във Флоренция. Преподава италианска литература в Ломбардия и Марке. Публикува критични есета и схоластични антологии, и си сътрудничи с миланско училищно издателство. През 2015 г. получава докторска степен в университета на Айхщет в Германия, с дисертация на тема „Новият стил на Данте и Кавалканти“.
Първият му роман „Il libro segreto di Dante“ (Тайната книга на Данте) от поредица „Данте Алигиери“ е издаден през 2011 г. Романът става бестселър в продължение на месеци и го прави известен.
Следват бестселърите „Тайната картина на Караваджо“, „Изгубеното пророчество на Данте“, както и „адаптация“ в модерна проза на Дантевия „Ад“.
През 2018 г. е издаден романът му „Тайната библиотека на Леонардо“. В края на XV и зората на XVI век, на фона на бурни политически събития във Флоренция и управлението на Чезаре Борджия, творят редица знаменити художници и скруптори – Микеланджело, Брунелески, и Леонардо да Винчи. В тази разнолика мозайка се включва едно убийство заради редки старинни трудове, една кражба и един шифър за тайна библиотека, хранилище на безценно познание.
През 2018 г. е публикуван романа му „Рафаело. Изгубената истина“.
Франческо Фиорети живее със семейството си в Равена.

## Произведения

### Самостоятелни романи
- Il quadro segreto di Caravaggio (2012)
- La selva oscura: Il grande romanzo dell'Inferno (2015)
- La biblioteca segreta di Leonardo (2018)
Тайната библиотека на Леонардо, изд.: ИК „Колибри“, София (2019), прев. Милена Дякова
- Raffaello. La verità perduta (2020)

### Серия „Данте Алигиери“ (Dante Alighieri)
1. Il libro segreto di Dante: Il codice nascosto della Divina Commedia (2011)
2. La profezia perduta di Dante (2013)

### Документалистика
- Di retro al sol: Scritti danteschi 2008 – 2015 (2016)
- I custodi dell'algoritmo: Cronache da un mondo iperconnesso (2019)